# Capitale de la Pologne
Varsovie est aujourd'hui la capitale de la Pologne, mais d'autres villes ont dans le passé également joué ce rôle.

## Avant 1138
Gniezno fut la première capitale du royaume au Xe siècle, où les rois y furent couronnés à partir de Boleslas Ier.

## Démembrement territorial (1138-1320)
De 1138 à 1320, le royaume de Pologne est divisé en quatre duchés :
- le duché de Silésie, dont la capitale est Wrocław,
- le duché de Mazovie, dont la capitale est Płock, puis Czersk à partir de 1262 et enfin Varsovie à partir de 1413,
- le duché de Sandomierz, dont la capitale est à Sandomierz,
- et le duché de Grande-Pologne, dont la capitale est Poznań.

Le duché de Cracovie, souverain des provinces créées en 1138, avait pour sa part sa capitale à Cracovie

## DuXIVesiècleauXVIesiècle
Sous les derniers Pasts (1320-1385) comme sous les Jagellon (1385-1569), le royaume de Pologne réunifié a pour capitale Cracovie.

## AuXIXesiècle
De 1807 à 1815, Varsovie devient la capitale du duché de Varsovie. Elle est ensuite la capitale du royaume du Congrès, officiellement nommé royaume de Pologne, un État autonome sous tutelle russe, que l'Empire russe annexe finalement en 1868. La Pologne n'existe plus en tant que telle jusqu'à sa recréation après la Première Guerre mondiale.
En parallèle du royaume du Congrès existaient d'autres entités majoritairement polonaises. Le grand-duché de Posen, province autonome du royaume de Prusse de 1815 à sa transformation en province de Posnanie en 1848, avait pour capitale Poznań (Posen en allemand). La ville libre de Cracovie, qui a existé de 1815 à 1846, avait sans surprise pour capitale Cracovie.

## La Première Guerre mondiale et l'entre-deux-guerres
Un royaume de Pologne sous contrôle allemand est créé en 1916, avec Varsovie comme capitale. Cet État éphémère est remplacé deux ans plus tard par la deuxième république de Pologne, toujours avec Varsovie comme capitale.

## Seconde Guerre mondiale
Le Gouvernement général de Pologne, territoire occupé mais officiellement non annexé par l'Allemagne nazie, a eu pour capitale Łódź du 12 octobre au 4 novembre 1939, puis Cracovie jusqu'à sa dissolution en 1945.

## Le «Comité de Lublin» (1944)
Formé le 23 juillet 1944, le Comité polonais de Libération nationale avait pour rôle d'administrer à partir du 1er août 1944 les territoires jusqu'alors occupés par l'Allemagne et libérés par l'Armée rouge. Le siège de ce comité était situé à Lublin, d'où son surnom de « Comité de Lublin », et la ville occupait donc de facto la place de capitale de la Pologne à ce moment-là, et ce jusqu'au 31 décembre de la même année.

## Depuis 1945
Après la "libération" de la Pologne par les forces soviétiques, Varsovie redevint officiellement la capitale du pays.
Cependant, pendant la reconstruction de Varsovie, si abîmée pendant la guerre qu'il a fallu rebâtir le vieux centre-ville, Łódź abrita les administrations du pays ainsi que les ministères les plus importants. Łódź se trouva ainsi de facto en quelque sorte capitale du pays.